# Ruben Nordström
Ruben Andreas Nordström, född 17 februari 1886 i Uppsala, död 8 april 1919 i Göteborg, var en svensk skulptör, tecknare och etsare.
Han var son till trädgårdsmästaren A Th Nordström och Fanny Mathilda Nyström. Nordström studerade vid Tekniska skolan i Uppsala och Althins målarskola i Stockholm innan han fortsatte sina studier på Konsthögskolans skulpturlinje 1912–1917 och vid akademiens etsningskola för Axel Tallberg. Han hörde till den generation skulptörer som fick sin utbildning av Theodor Lundberg. Nordström kom med sin säkra plastiska begåvning att betyda mycket för sina studiekamrater Conrad Carlman, Erik Grate och Arvid Knöppel vilket Knöppel senare vittnat om. Under sin korta men lovande konstnärsbana hann Nordström bara medverka i några få utställningar. Tillsammans med Einar Forseth ställde han ut hos Konstföreningen i Stockholm 1916 och med Februarigruppen på Liljevalchs konsthall 1919. Hans konst består av porträttbyster, reliefer utförda i keramik, trä, gjutjärn, gips och plastelina samt teckningar med bland annat nakenmodeller. Nordström är representerad vid Moderna museet i Stockholm med ett kamratporträtt av David Tägtström och Nationalmuseum.